# Евтимиев служебник
Евтимиевият служебник е богослужеба книга, преведена от гръцки на среднобългарски език от Евтимий Търновски.
Съдържа съчинено от цариградския патриарх Филотей Кокин Указание (Диатаксис) за богослужебния ред, Литургията на Йоан Златоуст, Литургията на Василий Велики, Литургията на Предосветените дарове и няколко допълнителни молитви. Запазен е в три преписа, два от които се намират в Зографския манастир, а един – в Националната библиотека „Св. св. Кирил и Методий“ под № 231. Единият от ръкописите (пазен в Зограф) е във вид на пергаментен свитък, другите два са подвързани книги. Хартията им датира от едно и също време: края на XIV век. Трите малко се различават помежду си по състав, но всички съдържат молитвената бележка „помяни, Господи, кир Евтимия, сия написавша“. Добавката „помени, Господи, попа Герасима“ в софийския ръкопис вероятно се отнася до книжовника, преписал неговия текст.